# Cleromorpha novemguttata
Cleromorpha novemguttata is een keversoort uit de familie mierkevers (Cleridae). De wetenschappelijke naam van de soort is voor het eerst geldig gepubliceerd in 1852 door Westwood.